# Mistrzostwa Europy w Biathlonie 2022
29. Mistrzostwa Europy w Biathlonie odbyły się w niemieckim Arber w dniach 26 - 30 stycznia 2022 roku. Wyniki tych zawodów zaliczano do klasyfikacji generalnej Pucharu IBU. 
W sumie rozegranych zostało osiem konkurencji: pojedyncza sztafeta mieszana, sztafeta mieszana, sprinty, biegi pościgowe oraz biegi indywidualne kobiet i mężczyzn.

## Program i medaliści
| Konkurencja                  | Data        | Złoto                                                                             | Srebro                                                                     | Brąz                                                                        |       |
| ---------------------------- | ----------- | --------------------------------------------------------------------------------- | -------------------------------------------------------------------------- | --------------------------------------------------------------------------- | ----- |
| Bieg indywidualny kobiet     | 26 stycznia | Jewgienija Burtasowa                                                              | Alina Stremous                                                             | Natalja Gierbułowa                                                          | [ 1 ] |
| Bieg indywidualny mężczyzn   | 26 stycznia | Sverre Dahlen Aspenes                                                             | Anton Babikow                                                              | Matthias Dorfer                                                             | [ 2 ] |
| Sprint kobiet                | 28 stycznia | Ragnhild Femsteinevik                                                             | Franziska Hildebrand                                                       | Janina Hettich                                                              | [ 3 ] |
| Sprint mężczyzn              | 28 stycznia | Erlend Bjøntegaard                                                                | Nikita Porszniew                                                           | Lucas Fratzscher                                                            | [ 4 ] |
| Bieg pościgowy kobiet        | 29 stycznia | Alina Stremous                                                                    | Janina Hettich                                                             | Jenny Enodd                                                                 | [ 5 ] |
| Bieg pościgowy mężczyzn      | 29 stycznia | Sverre Dahlen Aspenes                                                             | Piotr Paszczenko                                                           | Lucas Fratzscher                                                            | [ 6 ] |
| Pojedyncza sztafeta mieszana | 30 stycznia | Rosja Anton Babikow · Jewgienija Burtasowa                                        | Francja Émilien Claude · Lou Jeanmonnot                                    | Niemcy Justus Strelow · Franziska Hildebrand                                | [ 7 ] |
| Sztafeta mieszana            | 30 stycznia | Norwegia Erlend Bjøntegaard · Johannes Dale · Jenny Enodd · Ragnhild Femsteinevik | Niemcy Lucas Fratzscher · Philipp Horn · Janina Hettich · Sophia Schneider | Szwajcaria Serafin Wiestner · Martin Jäger · Elisa Gasparin · Aita Gasparin | [ 8 ] |

## Tabela medalowa
| #  | Reprezentacja | Złoto | Srebro | Brąz | Razem |
| 1. | Norwegia      | 5     | 0      | 1    | 6     |
| 2. | Rosja         | 2     | 3      | 1    | 6     |
| 3. | Mołdawia      | 1     | 1      | 0    | 2     |
| 4. | Niemcy        | 0     | 3      | 5    | 8     |
| 5. | Francja       | 0     | 1      | 0    | 1     |
| 6. | Szwajcaria    | 0     | 0      | 1    | 1     |